# Convention de Sand River

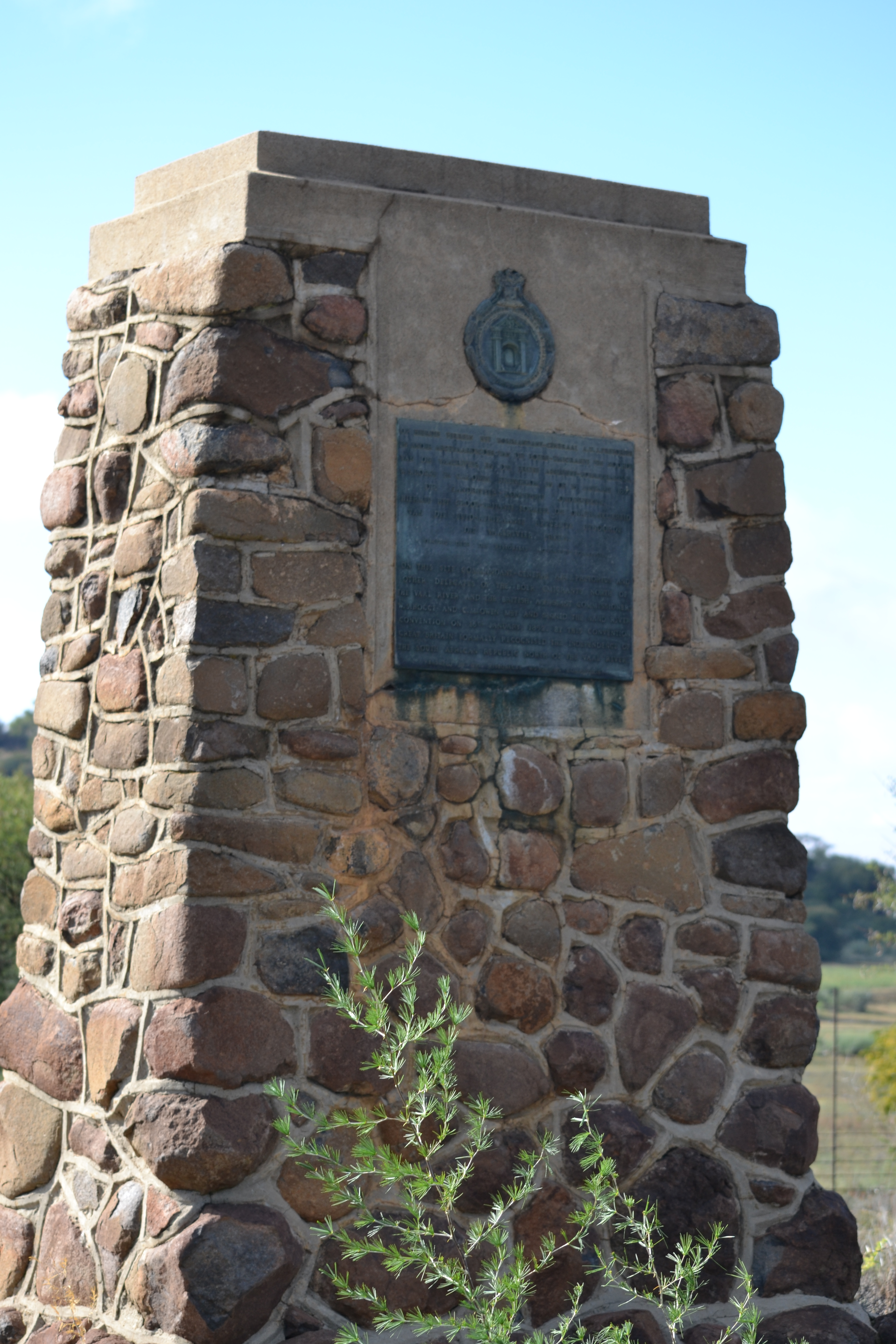
Mémorial au traité de Sand River

La convention de Sand River est le traité international par lequel la Grande-Bretagne a officiellement reconnu l'indépendance de la République sud-africaine du Transvaal en 1852.
Cette convention a été signée le 17 janvier 1852, notamment par le commandant général Andries Pretorius au nom du nouveau pays et par le major William Hogge au nom du gouvernement britannique. Le traité porte le nom de Sand river du nom de la ferme de Sand River où il fut signé (près de l'actuelle Ventersburg dans l'état libre d'Orange).
Il constitue l'aboutissement du grand Trek entamé par les Voortrekkers en 1835 pour s'émanciper de la tutelle britannique établie dans la colonie du Cap.

## Contexte
Le Transvaal est alors un territoire habité par 5 000 familles boers (soit une population totale de 40 000 personnes) qui ont émigré depuis la colonie du Cap ou ont quitté celle du Natal, annexée par les Britanniques. Le Transvaal ne constitue cependant pas encore un état territorialement constitué et uni bien qu'il revendique un territoire s'étendant du fleuve Vaal au fleuve Limpopo. Il existe alors pas moins de trois républiques boers au nord du Vaal alors que l'État libre d'Orange fait l'objet de son côté d'une autre convention similaire d'indépendance, la convention de Bloemfontein, en 1854.

## Dispositions
Par ce traité de Sand River, les Britanniques reconnaissent et garantissent l'autodétermination des fermiers établis au nord du fleuve Vaal et s'engagent à ne pas s'ingérer dans leurs affaires intérieures ou à conclure d'alliances avec les populations de couleur établis au nord dudit fleuve.
Les parties s'engagent également à promouvoir la paix et le libre commerce, les Boers s'engageant à ne pas introduire la pratique de l'esclavage dans le nouvel État. La vente d'armes aux tribus indigènes est également prohibée.

## Ratification
Le 16 mars 1852, le volksraad (parlement des Boers du Transvaal) ratifie à Rustenburg la convention de Sand River. La capitale de l'État est alors fixée à Potchefstroom.